# Wölfersheim
Wölfersheim é um município da Alemanha, situado no distrito de Wetterau, no estado de Hesse. Tem 43,15 km² de área, e sua população em 2019 foi estimada em 9.784 habitantes.